# Cripta Napolitana

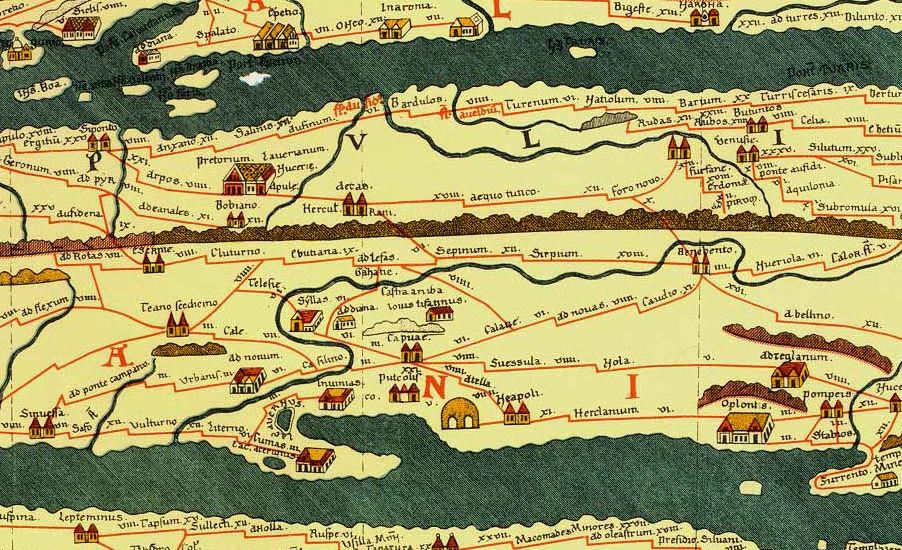
En la Tabula Peutingeriana, los extremos de la Cripta Neapolitana aparecen representados al centro y abajo

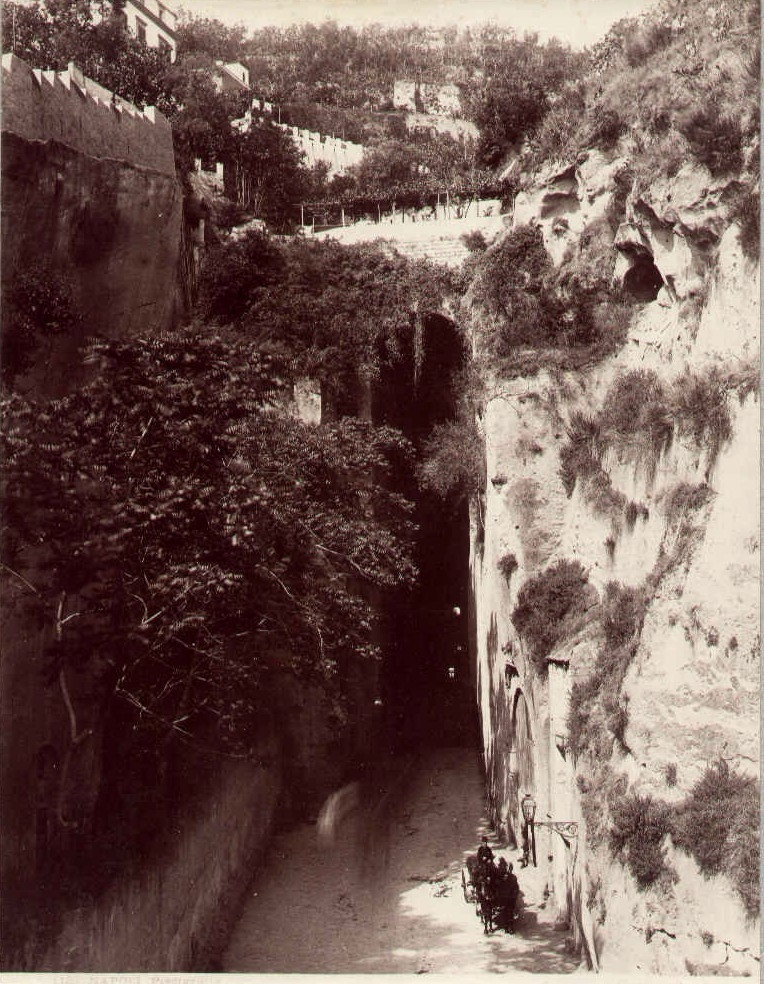
La entrada del túnel en el

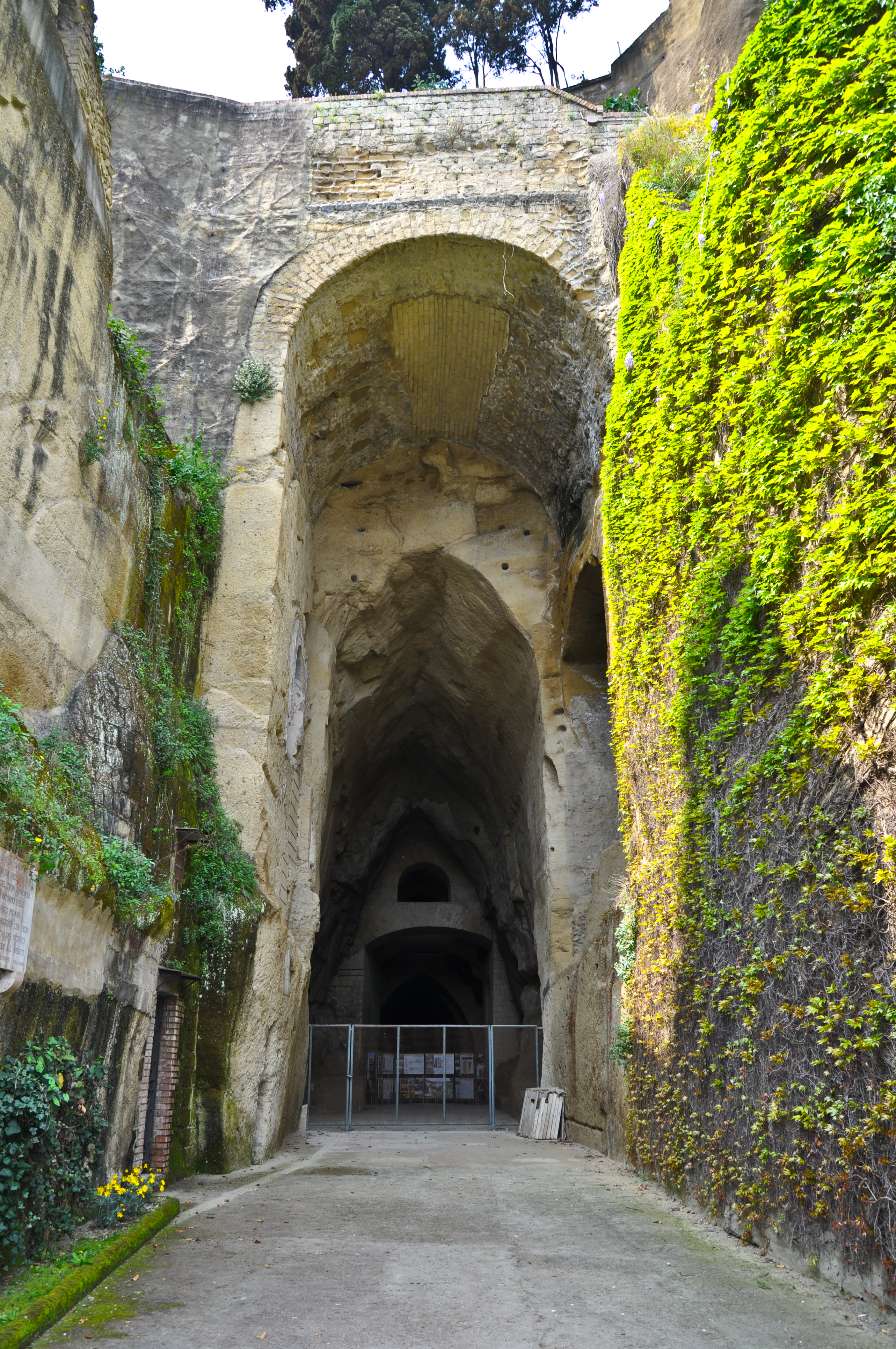
Entrada de la Cripta Neapolitana por Piedigrotta.

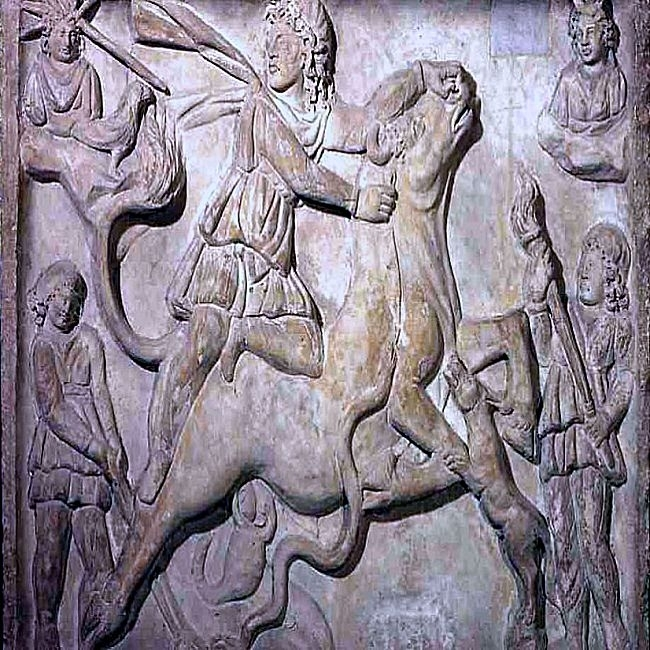
Bajorrelieve de Mithra Tauroctono encontrado en la cripta Neapolitana.

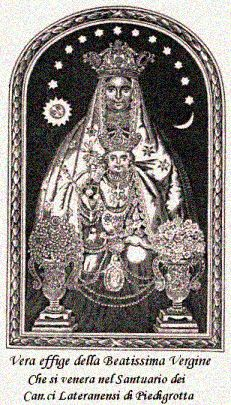
Pintura de la Madonna del Santuario de Piedigrotta.

La cripta neapolitana o Gruta de Posillipo es un túnel romano realizado en la calzada romana que unía Nápoles con los campos Flegreos, construida a comienzos del Imperio romano. Fue excavada en el tufo volcánico de la colina de Posillipo, al oeste de la bahía de Nápoles. Mide 705 m de largo, por 4,5 m de ancho y 5 m de alto.

## Historia y leyenda
Una leyenda atribuye la construcción de este túnel al poeta romano Virgilio, leyenda que fue alimentada por la cercanía a su entrada de un columbario que, desde comienzos del Imperio romano se identificaba, al igual que en la actualidad, como la tumba de Virgilio. 
La realidad de la edificación de esta obra de ingeniería civil es que fue proyectada por Lucio Coceyo Aucto, tal y como nos informa el geógrafo Estrabón, por orden de Marco Vipsanio Agripa, dentro del proyecto de construcción del Portus Iulius. A partir de este hecho, surgió otra leyenda que afirma que el túnel fue excavado en quince días por cien mil obreros.
Al contrario que el resto de los túneles de los Campos Flegreos que, terminada la guerra civil entre Octavio y Marco Antonio, perdieron su utilidad estratégica y fueron progresivamente abandonados, la Cripta Neapolitana siguió siendo utilizada como infraestructura civil, aunque Séneca la describe como estrecha, sombría, obscura y opresiva. Al continuarse utilizando a lo largo del tiempo, fue restaurada y mejorada. 
Así, en 1455, el rey de Nápoles Alfonso V el Magnánimo, para reducir la pendiente de sus accesos, hizo rebajar la altura del suelo en 11 m en la parte oriental, y 2 m en la occidental. En 1548, el virrey Pedro de Toledo lo hizo reforzar y pavimentar y, en 1748, Carlos III lo consolidó. 
A comienzos del siglo XIX, José Bonaparte ordenó su consolidación y dotó su recorrido con un sistema de iluminación a base de lámparas de aceite, tal y como describe Alejandro Dumas (padre):«Quedamos impresionados […] por el abominable hedor producido por sesenta y cuatro lámparas de petróleo dentro de este gran agujero.»
El túnel fue utilizado hasta finales del siglo XIX, cuando fue cerrado por presentar problemas de estabilidad y amenazar ruina.

## Cultos y tradiciones
La Cripta Neapolitana ha influido sobre la cultura y tradiciones napolitanas, y también ha dado nombre a dos barrios de la ciudad de Nápoles: Piedigrotta al este y Fuorigrotta al otro lado. 
Su influencia va más allá de la toponimia: aborrecida por Séneca y admirada por Estrabón, profanada por Petronio, alabada por Petrarca, amada por Goethe y temida por Alejandro Dumas (padre), vista por los napolitanos con una mezcla de asombro y admiración, la cripta ha tenido un importante papel en sus creencias, sus rituales y su folclore. Estas facetas legendarias se deben al fuerte valor simbólico de cualquier caverna, como imitación de un útero, que permite pasar de la muerte a la vida y de la obscuridad a la luz.
Para Petronio, la cripta en el siglo I estaba consagrada a Priapo, dios de la fertilidad, en cuyo honor se celebraban ceremonias mistéricas y cultos orgiásticos nocturnos. 
Durante los trabajos de restauración y mejora realizados por los virreyes españoles, se encontró un bajorrelieve de Mithra Tauroctono del siglo III, hoy conservado en el Museo Arqueológico Nacional de Nápoles. Ello sugiere que la cripta fue utilizada como mitreo. Como fuente purificadora, prescrita por este culto, los pozos y los balnea (piscinas) encontrados en su interior, estaban alimentados por el acueducto de la Gruta de Sejano, que también atraviesa la colina de Posillipo para surtir de agua las instalaciones militares de los campos Flegreos, hasta piscina mirabilis de Miseno.
Además, el túnel está orientado de este a oeste, lo que permite que en los equinoccios, los rayos del sol poniente lo atraviesen de lado a lado, lo que asombró a Goethe. Este fenómeno aumenta su aura misteriosa, haciendo que la tradición firmase que una maldición se abatía sobre todos aquellos que osaban atravesarlo solos por la noche. Esta creencia se veía reforzada por la creencia medieval de su mágica construcción debida a un gesto de Virgilio. 
En algún momento de finales del Imperio romano, el mitraísmo fue sustituido por el cristianismo. En el siglo XIV, los archivos de los reyes Angevinos y el testimonio de Petrarca señalan la existencia en la cripta del culto a la Madonna Odigitria, cuyo icono todavía se conserva pintado en una capilla edificada sobre las ruinas del santuario de Príapo, icono que recibe una extraordinaria devoción popular, por lo que se levantó la Iglesia de Santa Maria di Piedigrotta delante de la entrada del túnel.